# 條紋細唇隆頭魚
條紋細唇隆頭魚，為輻鰭魚綱鱸形目隆頭魚亞目隆頭魚科的其中一種，其种加词“striatus”意为“有条纹的”。分布於紅海中部及南部海域，棲息深度可達12公尺，體長可達6公分，棲息在外海礁坡海域，成群活動，以浮游生物為食，生活習性不明。